# ГеройCar
«ГеройCar» —  благодійний проєкт, заснований Благодійним фондом Руслана Шостака в перший рік повномасштабної Російсько-української війни. Зосереджений на забезпеченні Сил безпеки й оборони України колісним транспортом з метою підвищення їхньої мобільності. Станом на 17 червня 2025 року проєкт передав ЗСУ 724 одиниці колісного транспорту. Проєкт працює безпосередньо з Командуванням Сухопутних військ Збройних Сил України.    

## Діяльність
ГеройCar закуповує автомобілі та іншу колісну техніку (мотоцикли, квадроцикли, спецтранспорт) з Європи, США та країн Азії, ремонтує та передає її підрозділам ЗСУ, згідно їхнім офіційним запитам та потребам. 
Через створену в рамках проєкту єдину платформу проводиться збір запитів від військових з фронту, здійснюється верифікація заявок на актуальність, організовується збір коштів та поставляються автомобілі ЗСУ. 

## Історія
ГеройCar працює з 2022 року. За весь час існування проєкт передав ЗСУ понад 724 одиниці колісної техніки. Здебільшого це пікапи, а також спеціалізований автотранспорт, квадроцикли та мотоцикли. 
Окрім колісного транспорту, на якому спеціалізується благодійний проєкт, армії передали багатофункціональне судно зразка НАТО на повітряній подушці Griffon Barbara. 
У березні 2025 року проєкт одномоментно передав 35 автомобілів для армії. Передача відбувалась у центрі Львова, на Площі ринок. Збір на ці автомобілі проводився разом з проєктом “Лачен пише”.  Необхідну суму у понад 10 млн гривень зібрали за тиждень. У зборі взяли участь понад 49 тисяч людей. 
У червні 2025 року проєкт зосередився на закупівлі нових пікапів сучасних моделей для потреб Збройних Сил України.    

## "Від малого до великого"
“Від малого до великого” – благодійна ініціатива, що реалізується в межах проєкту ГеройCar і передбачає можливість отримати за донат сувенірний пікап. Це копія одного з автомобілів, які ГеройCar поставляє на фронт. Кожен може отримати за донат таку сувенірну автівку, а зібрані кошти ГеройCar направляє на закупівлю справжніх автомобілів для ЗСУ. 3300 сувенірних пікапів стають одним справжнім пікапом для Сил оборони України. Такі автівки можна придбати в українських торговельних мережах та на сайті ГеройCar. Завдяки ініціативі “Від малого до великого” Силам оборони України вже передано 23 автомобілів. 